# مقاطعة بهنمير
مقاطعة بهنمير (بالفارسية: بخش بهنمیر) هي منطقة في مقاطعة بابولسار، في محافظة مازندران، إيران. في تعداد عام 2006، بلغ عدد سكانها 2290 نسمة. المنطقة بها مدينة واحدة وهي بهنمير.